# Viorel Aramă
Viorel Aramă (n. 18 martie 1938), de profesie economist, este un fost  deputat român în legislatura 1990-1992, ales în județul Bacău pe listele partidului FSN. Ulterior, a activat în domeniul de îmbunătățiri funciare. Viorel Aramă a fost membru în grupurile parlamentare de prietenie cu Regatul Belgiei, Republica Polonă și Canada. 